# 姚汝舟
姚汝舟（1508年—？），字濟卿，浙江嘉興府崇德縣人，竈籍，明朝政治人物。

## 生平
嘉靖十三年（1534年）甲午科浙江鄉試第八十一名舉人。嘉靖十七年（1538年）中式戊戌科進士。历官刑部郎中，二十五年正月恤刑山东，出为太平府知府。嘉靖三十四年（1555年）正月初九日崇德县城被倭寇攻陷，知县跳城而逃，折臂伤足。居家的姚汝舟被掳走，后用千金赎还。姚既脱虎口，愤怨官兵逗遛不进，赴军门控诉，始督兵进剿。
当涂县城東五里白纻山（本名楚山）挂袍石上有石刻文：“嘉靖庚戍仲春晦日，青囗山人此任郡伯、月坡黄濂清、天泉潘仲骖、囗囗山刘无求自雷峰，遂登白纻，得此奇石，因纪胜游。天留壁．天泉”

## 家族
曾祖姚斌；祖父姚孟雄；父姚黻，母錢氏。慈侍下。